# Stabiliseringspolitik
Stabiliseringspolitik går grundläggande ut på att bedriva en expansiv penning- och finanspolitik i lågkonjunktur och en kontraktiv penning- och finanspolitik i högkonjunktur. 
Ett lands ekonomiska tillväxt är sällan speciellt jämn. Det sker kontinuerligt förändringar i efterfrågan och utbud, men trendmässigt är förändringen vanligtvis positiv. I perioder då BNP ligger under linjen uppstår lågkonjunktur med effekterna; arbetslöshet, låg inflation och överskott i bytesbalansen. När BNP ligger ovanför uppstår högkonjunktur med överhettning och hög inflation (eventuellt också underskott i bytesbalansen). Stabiliseringspolitikens uppgift är att utjämna dessa skillnader genom att utveckla positiv tillväxt i BNP med låg arbetslöshet.
Anledningen till att man vill minska fluktuationerna (stabilisera samhällsekonomin) har att göra med att man anser dessa vara störande för företag och hushåll. Det leder till att det hela tiden sker förändringar i efterfrågan och arbetslöshet samtidigt som de påverkar variationer i inflationstakt. Båda dessa effekter stör hushållens och företagens ekonomiska planer. Målet är alltså att få stabil utveckling av BNP vid låg arbetslöshet och inflation som uppnås när svängningarna minimeras.